# Annabel Schofield
Annabel Schofield (ur. 4 września 1963 r. w Llanelli w Walii) – brytyjska modelka i aktorka. Córka producenta filmowego Johna D. Schofielda.
Pracowała dla London's Take Two Agency.
W roku 1982 zadebiutowała drugoplanową rolą Vikki w horrorze sci-fi Blood Tide. Sześć lat później wsławiła się występem w serialu stacji CBS Dallas, gdzie grała Lauren Ellis. W thrillerze Obrońca (The Protector, 1998) wcieliła się w postać Marisy, a na ekranie partnerowała Mattowi McColm i Ronowi Perlmanowi. Wyprodukowała i wyreżyserowała także romantyczny film Flash! (2003).